# الرزيز
الرزيز هو نوع من أنواع التمور، تشتهر به محافظة الأحساء في المنطقة الشرقية في المملكة العربية السعودية. وهو التمر الأشهر في الأحساء قديمًا، ويعتبر من أفضل أنواع التمور وأغناها غذائيًا، ويصنع من الرزيز السفسيف والدبس، كما يعتبر من التمور النادرة في الأحساء، بسبب زراعة العدد الأكبر من المزارعين تمر الخلاص، ويكتفي المزرعين بزراعة كمية قليلة من أصناف التمور الأخرى بما فيها تمر الرزيز.

## الوصف
تمر الرزيز هو نوع من أنواع التمور متوسط الحجم، لديه قشرة، ويعد من أنواع التمور ذات المحتوى المنخفض من الكربوهيدرات، التي تسبب السمنة، والسكري. ويعتبر تمور الخلاص، والرزيز والشيشي تشكل حوالي 75% من الإنتاج الكلي للأحساء من التمور. ويبلغ متوسط السعر للرزيز للمن الواحد حوالي 700 ريال.

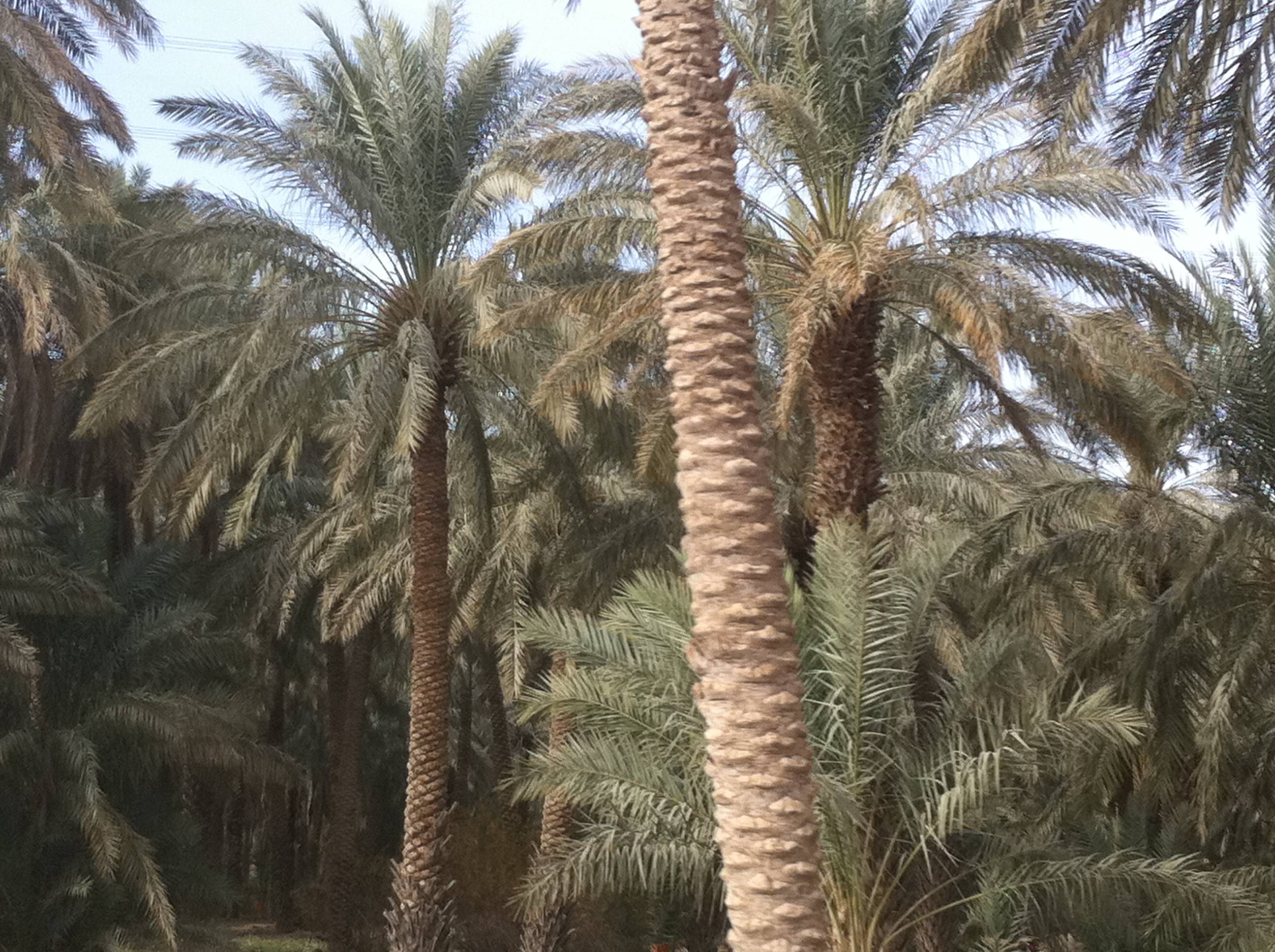
أشجار نخيل في السعودية

تمر السفيسف الحساوي أو حلوي الشتاء يصنع التمر يدويًا، يتم إعداده من تمر الرزيز، يتميز السفيسف بعسل النحل، والمواد المضافة، ومزين بالمكسرات، التي تكسب الجسم الطاقة.

## موسم صرام تمور الأحساء 2017
أقامت أمانة الأحساء في عام 2017 موسم صرام تمور الأحساء بالتعاون مع مدينة الملك عبد الله للتمور الواقعة بطريق الهفوف - العقير، حيث سجل تمور الرزيز أعلي نسبة مبيعات 10 آلاف ريال، بينما تراوحت أسعار تمر الخلاص في منصة التمور المتميزة من 5000 إلي 25000 ريال خلال الأسبوع واحد.